# Classe Osumi
La classe Osumi sont des Landing Platform Dock (selon la liste des codes des immatriculations des navires de l'US Navy) de la Force maritime japonaise d'auto-défense. Dotés d'un pont d'envol continu et d'un radier inondable, ils sont néanmoins dénommés Landing Ship Tank pour des raisons politiques liées à la constitution pacifiste du Japon. Ils sont conçus officiellement pour déployer des forces terrestres et des véhicules vers les garnisons éloignées de l'archipel et non sur des rives ennemies, comme lors des opérations de maintien de la paix au Timor oriental ou en Irak. À bord de ces navires il y a un escadron de 6 hélicoptères qui a comme mission le transport de troupes et de l'équipement et des embarcations de débarquement (jusqu'à 2 LCAC).

## Navires
- JDS Osumi (LST-4001) ;
- JDS Shimokita (LST-4002) ;
- JDS Kunisaki (LST-4003).

## Galerie de photos

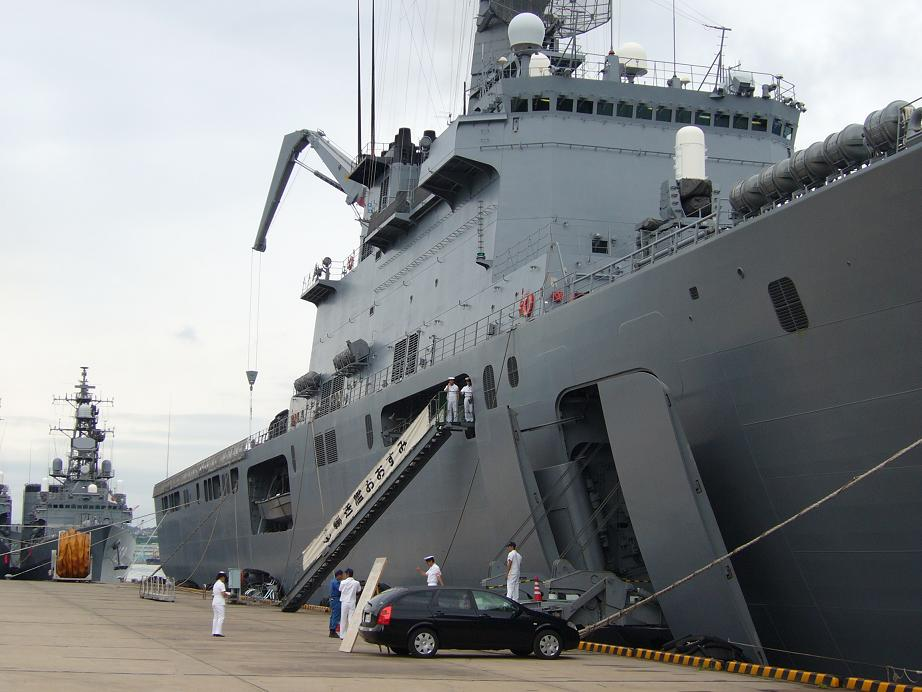
L'Osumi à quai à Kure (juillet 2008)
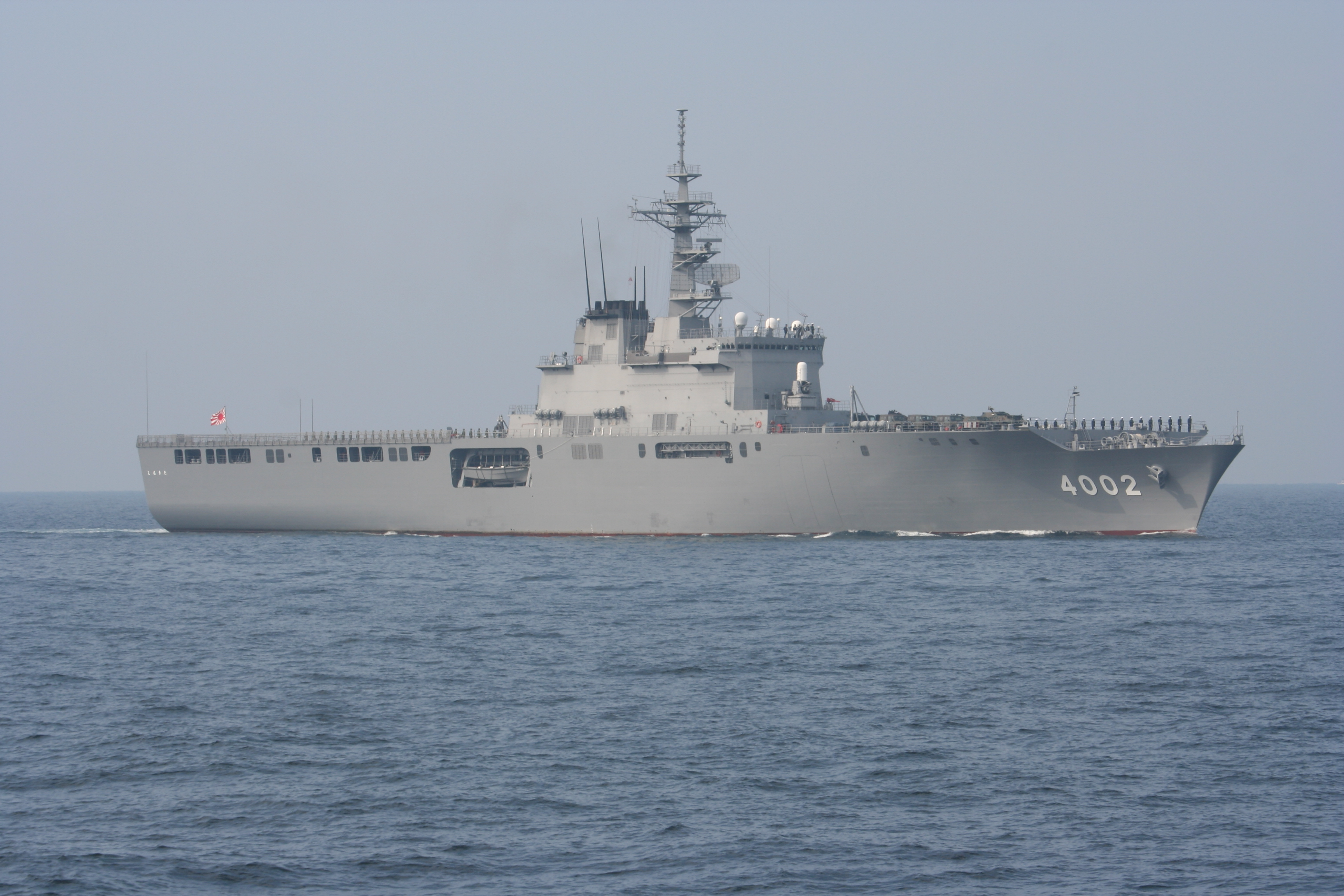
Le Shimokita lors d'une parade navale (29 octobre 2006)
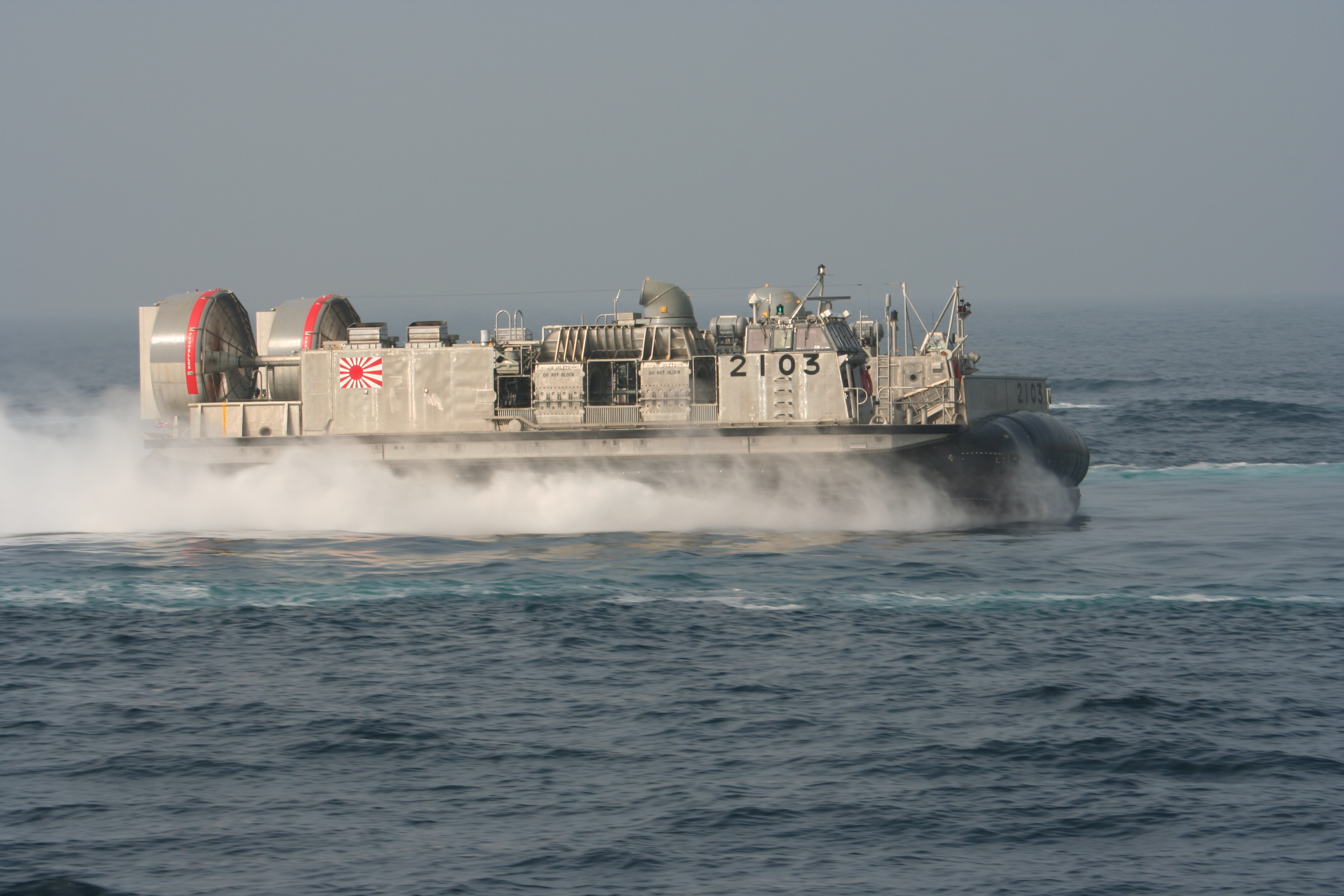
Un LCAC lors d'une parade navale (29 octobre 2006)